# (33904) Janardhanan
2000 KC77 (asteroide 33904) é um asteroide da cintura principal. Possui uma excentricidade de 0.09913800 e uma inclinação de 4.35971º.
Este asteroide foi descoberto no dia 27 de maio de 2000 por LINEAR em Socorro.